# That's My Story
That's My Story è un album in studio del cantante statunitense John Lee Hooker, pubblicato nel 1960.

## Tracce
1. I Need Some Money – 2:25
2. Come on and See About Me – 3:06
3. I'm Wanderin' – 5:12
4. Democrat Man – 3:27
5. I Want to Talk About You – 3:02
6. Gonna Use My Rod – 4:20
7. Wednesday Evenin' Blues – 3:34
8. No More Doggin' – 2:42
9. One of These Days – 4:05
10. I Believe I'll Go Back Home – 3:42
11. You're Leavin' Me, Baby – 3:51
12. That's My Story – 4:34